# Svärta distrikt
Svärta distrikt er et svensk folkeregisterdistrikt i Nyköpings kommun og Södermanlands län.
Distriktet ligger øst for købstaden Nyköping, og det blev opretter den 1. januar 2016.

## Tidligere administrativ inddeling
Frem til 1862 hed området Svärta Sogn (Svärta socken). Dette år blev de verdslige anliggender overtaget af Svärta Landkommune (Svärta landskommun), der i 1952 blev lagt sammen med Helgona landskommun (Helgona landskommun). Den nye kommune blev indlemmet i Nyköpings stad i 1967, der blev en del af Nyköpings kommun i 1971.
I 1862 blev de kirkelige anliggender overtaget af Svärta Menighed (Svärta församling). I 2002 blev Svärta Menighed indlemmet i Nyköping Alle Helgens Menighed (Nyköpings Alla Helgona församling).
I 2014 blev denne menighed slået sammen med Nyköping Sankt Nicolai Menighed (Nyköpings Sankt Nicolai församling). Den nye menighed hedder Nyköping Menighed (Nyköpings församling)).

58°49′11″N 17°04′54″Ø / 58.81972°N 17.08167°Ø